# 天幕合跳蛛
天幕合跳蛛（学名：Synagelides tianmu）为跳蛛科合跳蛛属的动物。在中国大陆，分布于浙江等地，常见于土壤裂隙。该物种的模式产地在浙江。